# Erythrolamprus ingeri
Erythrolamprus ingeri — вид змій родини полозових (Colubridae). Ендемік Венесуели. Вид названий на честь американського герпетолога Роберта Інгера.

## Поширення і екологія
Erythrolamprus ingeri є ендеміками тепуя Чіманта на Гвіанському нагір'ї. Вони живуть в чагарникових заростях, поблизу струмків, на висоті від 1900 до 2100 м над рівнем моря.